# Leki Fotu
George Fotu, detto Leki (Oakland, 23 agosto 1998), è un giocatore di football americano statunitense che milita nel ruolo di nose tackle per i Las Vegas Raiders della National Football League (NFL).

## Carriera

### Arizona Cardinals
Fotu al college giocò a football all'Università dello Utah dal 2016 al 2019. Fu scelto nel corso del quarto giro (114º assoluto) del Draft NFL 2020 dagli Arizona Cardinals. Nella gara del quindicesimo turno, la vittoria 33-26 contro i Philadelphia Eagles, Fotu mise a segno il suo primo sack su Jalen Hurts. Concluse la sua stagione da rookie con 11 partite disputate, mettendo a segno 11 tackle e un sack.
Nella stagione 2021 Fotu fu il noise tackle di riserva per i Cardinals, giocando tutte le 17 partite stagionali, di cui tre come titolare, e mettendo a segno complessivamente 19 tackle, tre passaggi deviati e un fumble forzato.

### New York Jets
Il 14 marzo 2024 Fotu firmò con i New York Jets. Il 27 agosto fu spostato in lista riserve/infortunati per poi essere reinserito nel roster attivo il 14 ottobre, ma poi tornò ancora in lista infortunati il 31 ottobre. In stagione giocò solo due gare, di cui una da titolare, con tre tackle a tabellino.

### Las Vegas Raiders
Il 25 marzo 2025 Fotu firmò con i Las Vegas Raiders.

## Statistiche

### Stagione regolare
| Stagione | Stagione | Stagione | Stagione | Difesa  | Difesa  | Difesa  | Difesa | Difesa | Difesa | Difesa  |
| Anno     | Squadra  | P        | PT       | T. tot. | T. sol. | T. ass. | Sack   | Int.   | P. Dev | Fmb. F. |
| -------- | -------- | -------- | -------- | ------- | ------- | ------- | ------ | ------ | ------ | ------- |
| 2020     | ARI      | 11       | 0        | 11      | 6       | 5       | 1,0    | 0      | 0      | 0       |
| 2021     | ARI      | 17       | 3        | 19      | 8       | 11      | 0,0    | 0      | 3      | 1       |
| 2022     | ARI      | 17       | 9        | 31      | 13      | 18      | 0,0    | 0      | 0      | 0       |
| 2023     | ARI      | 11       | 9        | 28      | 15      | 13      | 2,5    | 0      | 0      | 0       |
| 2024     | NYJ      | 2        | 1        | 3       | 1       | 2       | 0,0    | 0      | 0      | 0       |
| Totale   | Totale   | 58       | 22       | 92      | 43      | 49      | 3,5    | 0      | 3      | 1       |

### Playoff
| Stagione | Stagione | Stagione | Stagione | Difesa  | Difesa  | Difesa  | Difesa | Difesa | Difesa  |
| Anno     | Squadra  | P        | PT       | T. tot. | T. sol. | T. ass. | Sack   | P. Dev | Fmb. F. |
| -------- | -------- | -------- | -------- | ------- | ------- | ------- | ------ | ------ | ------- |
| 2021     | ARI      | 1        | 0        | 1       | 0       | 1       | 0,0    | 0      | 0       |
| Totale   | Totale   | 1        | 0        | 1       | 0       | 1       | 0,0    | 0      | 0       |

Fonte: Pro Football Reference
In grassetto i record personali in carriera

## Vita privata
Entrambi i genitori di Fotu sono di Tonga ma si trasferirono negli Stati Uniti prima della sua nascita.